# Baunei
Baunei es un municipio de Italia de 3.886 habitantes en la provincia de Nuoro, región de Cerdeña. Está situada a unos 100 km al noreste de Cagliari y a unos 11 km al norte de Tortolì.

## Evolución demográfica
| Gráfica de evolución demográfica de Baunei entre 1861 y 2001 |
|                                                              |
| Fuente ISTAT - Elaboración gráfica de Wikipedia              |